# Strauss (Stradivarius)
Pour les articles homonymes, voir Strauss.
Le Stradivarius Strauss est un violon fabriqué en 1708 par le luthier de Crémone Antonio Stradivari.

## Description
Le Stradivarius Strauss a été fabriqué par le luthier crémonais Antonio Stradivari en 1708.
Le fond du Stradivarius Strauss est composé d'une seule pièce. Il mesure 36 centimètres.

## Propriétaires
Les propriétaires et musiciens attestés sont les suivants :
| Interprète    | Depuis | Avéré en | Jusqu'en |
| ------------- | ------ | -------- | -------- |
| Cho-Liang Lin |        | 1982     |          |

| Propriétaire                      | Depuis | Avéré en | Jusqu'en |
| --------------------------------- | ------ | -------- | -------- |
| Karl Friedrich Müller             |        |          | 1850     |
| Déprets                           |        |          |          |
| Amédée Soil (Tournai)             |        |          | 1904     |
| Albert Jacques Zimmer             | 1904   |          |          |
| Dr Georg Talbot (Aix-la-Chapelle) |        | 1909     |          |
| Wurlitzer Collection              | 1920   | 1925     |          |
| M. et Mme. Herbert N. Strauss     |        | 1943     |          |
| Zlatko Balokovic                  |        | 1955     |          |